# Narcotic Thrust
Narcotic Thrust este un duo muzical de electronica și house din Marea Britanie, compus din producătorii muzicali Stuart Crichton și Andy Morris. Denumirea formației, ”Narcotic Thrust”, este o anagramă de la "Stuart Crichton".
Cântecul lor "Safe From Harm" s-a clasat pe poziția #1 în topul U.S. Hot Dance Club Play în 2002, vocalul fiind interpretat de Yvonne John Lewis.
La sfârșitul anului 2004 Narcotic Thrust a obținut cel mai mare succes al său când piesa "I Like It" a ajuns în Billboard Hot 100 pe poziția #83, iar  în UK Singles Chart pe poziția #9.

## Discografie
- 1996 "Funky Acid Baby"
- 2002 "Safe From Harm" (cu Yvonne John Lewis) #24 UK
- 2004 "I Like It" (cu Yvonne John Lewis) #9 UK
- 2005 "When The Dawn Breaks" (cu Gary Clark) #28 UK
- 2006 "Waiting For You" (cu Yvonne John Lewis)